# Mohamed Elneny
Mohamed Naser Elsayed Elneny (født 11 juli 1992) er en egyptisk fodboldspiller som spiller for den engelske klub Arsenal og det egyptiske landshold. Han deltog i OL 2012, hvor han optrådte med det egyptiske U/23-landshold. For Egyptens A-landshold var han med ved VM 2018 i Rusland.